# Izon
Izon település Franciaországban, Gironde megyében. Lakosainak száma 6347 fő (2022. január 1.). Izon Saint-Germain-de-la-Rivière, Lugon-et-l’Île-du-Carnay, La Rivière, Saint-Loubès, Saint-Michel-de-Fronsac, Saint-Sulpice-et-Cameyrac és Vayres községekkel határos.

## Népesség
A település népességének változása:
| Lakosok száma | 1323 | 2148 | 3361 | 5031 | 5432 | 5573 | 5810 | 6167 | 6298 | 6347 |
|               | 1968 | 1982 | 1990 | 2006 | 2013 | 2015 | 2017 | 2019 | 2020 | 2022 |